# Antonio Floro Flores
Antonio Floro Flores (ur. 18 czerwca 1983 roku w Neapolu) – włoski piłkarz występujący na pozycji napastnika. Od 2013 gra w US Sassuolo.

## Kariera klubowa
Antonio Floro Flores zawodową karierę rozpoczął w SSC Napoli. W barwach tej drużyny 28 stycznia 2001 w meczu z Romą zadebiutował w rozgrywkach Serie A. Dla Napoli Włoch rozegrał 62 mecze i zdobył pięć goli. W międzyczasie pół roku spędził na wypożyczeniu do Sampdorii. Wówczas Napoli zbankrutowało, a Włoch pozostał bez klubu. Ostatecznie trafił jednak do Perugii. Dla tej drużyny rozegrał 22 mecze i zdobył sześć goli, po czym został sprzedany do drugoligowego Arezzo latem 2005 roku. W sezonie 2006/2007 Floro Flores zaliczył czternaście trafień w lidze i należał do czołówki najlepszych strzelców. Arezzo jednak zajęło dopiero 20 lokatę w tabeli i spadło do Serie C1.
Latem 2007 roku Antonio podpisał kontrakt z pierwszoligowym Udinese Calcio, które zapłaciło za niego 2,5 miliona euro. Od początku pobytu w ekipie „Bianconerich” Floro Flores pełnił rolę zmiennika dla Fabio Quagliarelli, jednak regularnie dostawał szanse występów. W Udinese Floro Flores zadebiutował 26 sierpnia 2007 roku w zremisowanym 1:1 meczu z Interem Mediolan. Pierwszego gola strzelił natomiast 31 października w zwycięskim 2:1 pojedynku z Torino FC. W sezonie 2009/2010 Floro Flores stał się podstawowym napastnikiem swojego klubu po tym, jak latem Fabio Quagliarella odszedł do SSC Napoli. 28 października 2009 roku Floro Flores zdobył obie bramki w wygranym 2:1 meczu przeciwko Romie. W 2011 roku został wypożyczony do Genoi, a w 2012 roku do Granady.

## Kariera reprezentacyjna
Włoch ma za sobą występy w młodzieżowych reprezentacjach Włoch. Dla drużyny narodowej do lat 21, w której występował w 2004 roku rozegrał cztery mecze. Jedyną bramkę zdobył 7 września w meczu eliminacyjnym z Mołdawią, kiedy to w 93. minucie zdobył gola na 1:0 i zapewnił Włochom zwycięstwo.